# Ammobates maxschwarzi
Ammobates maxschwarzi är en biart som beskrevs av Engel 2008. Ammobates maxschwarzi ingår i släktet Ammobates och familjen långtungebin. Inga underarter finns listade i Catalogue of Life.